# Tulipán
A tulipán (Tulipa) kehelyalakú virággal rendelkező, több színben nyíló, hagymás dísznövény, a liliomfélék (Liliaceae) családjának egy nemzetsége. Mintegy 100 faj és több ezer nemesített fajta tartozik ide.
A tulipán neve a fárszi (perzsa) „toliban” szóból származik, mivel alakja hasonlít az iszlám világban használt fejfedőre, a turbánra. Régies magyar neve: tulipánt.

## Elterjedésének története
A tulipán fajok nagy része Közép-Ázsiában található meg vadon, de őshonosak Észak-Afrikában, a Közel-Keleten, Távol-Keleten és Európában is. Ezeken a vidékeken mintegy 125 vad faját ismerjük. Feltehetően a Tien-san és a Pamír-Altaj környékén kezdték termeszteni, ott, ahol mintegy 1000 km sugarú körben 51 faja él. Európában is találunk őshonos tulipánfajokat. A Kárpát-medencében négy faj él vadon, közülük legismertebb a bánsági flóratartományban a Kazán-szorosban és a Vaskapu-szorosban élő, 40–50 cm magas, áprilisban nyíló magyar tulipán (sárga tulipán, Tulipa hungarica Borbás).
Kr. u. 1000 körül már írásos feljegyzések említik. A későbbi időkben a törökök tenyésztették ki a tulipán legszebb példányait. I. Szulejmán császár uralkodása idejében 1494-1566 tájékán már kísérleteztek is vele, számos változatát kifejlesztették.
A 16. század elején a törökök a Kárpát-medence jelentős részét meghódították, ekkor ismerték meg az európaiak ezt a növényt. A tulipánt 1555-ben a bécsi udvar  isztambuli nagykövete Ogier Ghiselin de Busbecq hozta az Oszmán Birodalomból Nyugat-Európába. III. Ahmed oszmán szultán  szokása volt, hogy a fontos és előkelő vendégeinek tulipánhagymát ajándékozott.  Busbecq a Habsburgok nagykövete előkelő vendége volt., aki aztán lelkesen és dicsérően írt a tulipán szépségéről.  Charles de L’Éclusenak, a kor neves flamand botanikusának is ajándékozott tulipánhagymát. Valószínűleg Busbecq követ leveleiből származik  a virág turbán alakjára utaló tulipán szó is. Perzsa nyelven a turbán neve dulbend. A tulipán török neve lale, ami az Allah név anagrammája. Charles de L’Écluse úgy honosította meg a növényt Hollandiában, hogy nem vette át a török nevét. Amikor  1593-ban a leideni egyetem professzora lett, tulipánokat ültetett a kertjében A tulipántermesztés nemsokára hatalmas üzletággá nőtt Németalföldön, ezt később „tulpomániának” nevezték el. 1629-ben az európai botanikusok már körülbelül 1000 fajtát jegyeztek fel. Az értékesebb tulipánhagymák valóságos vagyonokat értek. Egyetlen ritka alakú és különleges színű tulipán hagymájáért - mai pénzben számítva - akár hatszázezer forintot is megadtak. A „tulipánőrület” időszaka 1633–1637; ennek végén a spekulációs piac összeomlott. A hagymák ára hirtelen a korábbi töredékére csökkent, és nagyon sok család elveszítette erre alapozott vagyonát. Magyarországon is a 16. század vége óta termesztik. Mára mintegy 3–4000 különböző termetű és virágú faját nemesítették ki. A tulipán virága a kék kivételével bármilyen színű és változatos mintájú lehet; még (csaknem fekete) sötét ibolya és zöld virágú fajták is vannak

## Leírása
Tobozszerű hagymájának oldalán húzódik meg a jövő évi kisebb tartalék- vagy fiókhagyma, és pikkelyei alatt további apró rügyhagymák rejtőznek. A hagymát elszáradt, barnás buroklevelek fedik.
A hagymából 2–6 széles, sima, húsos, megnyúlt, elliptikus vagy hosszúkás, lapos vagy középen csatornás levél közül tőkocsányon emelkedik ki egyetlen (ritkán 4-5) virága. A hat, harangként összeboruló lepellevél piros vagy sárga, ritkábban ibolyás, rózsaszín vagy fehér; a tövükön általában sötétebb folttal. Közülük a külső három néha keskenyebb és hegyesebb, mint a belsők. Hat porzója van; a felső állású termő három termőlevélből nőtt össze.
Toktermése többmagvú.

## Életmódja, élőhelye
Elsősorban a sziklás, köves vagy alacsony füvű száraz gyepekben nő; főleg a hegyvidékeken.
Minden fajta tavasszal virágzik. Virága a délelőtti, dél közeli órákban nyílik.
A tulipánok normál kerti talajt és lehetőleg napos fekvést kívánnak. A botanikai tulipánok virágágyban, gyepben és sziklakertben egyaránt felhasználhatók. 
A kerti tulipánokat többnyire csak virágágyba ültetik. A sziklakerti vagy gyepbe történő telepítés kevésbé megfelelő számukra az ide tartozó fajták erős kultúrjellege és fokozott igényei miatt. Egy helyben legfeljebb két évig hagyhatók, utána besűrűsödnek, hagymájuk elaprózódik, és virágzásuk egyre gyérebbé válik. Legjobb ezért számukra, ha minden évben nyárra felszedjük, majd ősszel újra ültetjük őket.

### Csoportosítás megkülönböztetünk
- Korai fajtákat (egyszerű korai és telt korai tulipánok)
- Tavasz közepén virágzó fajtákat (Triumph, Darwin hibrid tulipánok)
- Késői fajtákat (egyszerű késői, liliomvirágú, rojtos, viridiflora, Rembrandt-, papagáj- és telt késői tulipánok)

Származás szerint megkülönböztetünk:
- botanikai tulipánokat (Tulipa nemzetség tagjai); A termesztésben elterjedt vad fajok és hibrid fajták összefoglaló neve. A botanikai tulipánok többé-kevésbé megőrizték szülőfajaik bélyegeit és természetes megjelenését. Nyílásuk korai, virágaikat alacsony szárakon hozzák. Virágjuk mellett néha széles, kékesderes vagy barnásan sávozott leveleik is díszítenek.[8][9]
- botanikai származású tulipánokat (Kauffmanniana, Fosteriana és Greigii hibridek)
- kerti tulipánokat (az előző osztályozásban szereplő három csoportra bontva)

## A tulipán a művészetben
A közel-keleti növénytermesztő kultúrákban már az i. e. 3. századtól rendszeresen megtalálhatjuk ábrázolásait. Általában a nőiséget, a szerelmet jelképezte, illetve erotikus szimbólum volt, így a piros tulipán kifejezetten az érzéki örömöket fejezte ki.
Az Oszmán Birodalomban a tulipán volt az uralkodóház emblémája.
A keresztény szimbolikában a fehér tulipán a (testi-lelki) tisztaság jele.
A 17. századi holland csendéleteken szirmait hullató virágként rendszerint a dolgok mulandóságát, a halált fejezi ki.
Feltétlenül említést kell tenni Alexandre Dumas: A fekete tulipán című regényéről. A Hollandiában, Orániai Vilmos korában játszódó regény főhőse a fekete tulipán kinemesítésére az életét feltevő Cornelius van Baerle, aki – hiába kerül börtönbe politikai ármánykodások és az emberi irigység folytán – célját még a vérpad árnyékában sem adja föl.

### A tulipán a magyar népművészetben
A magyar népművészetben főleg a szerelmi ajándékokon, hímzéseken gyakori motívum.

## Válogatott fajok
- Tulipa acuminata
- Tulipa agenensis
- Tulipa armena
- Tulipa aucheriana
- Tulipa batalinii
- Tulipa bakeri
- Tulipa biflora
- Tulipa borszczowii
- Tulipa butkovii
- Tulipa carinata
- Tulipa celsiana
- Tulipa clusiana
- Tulipa cretica
- Tulipa cypria
- Tulipa dasystemon
- Tulipa didieri
- Tulipa dubia
- Tulipa edulis
- Tulipa ferganica

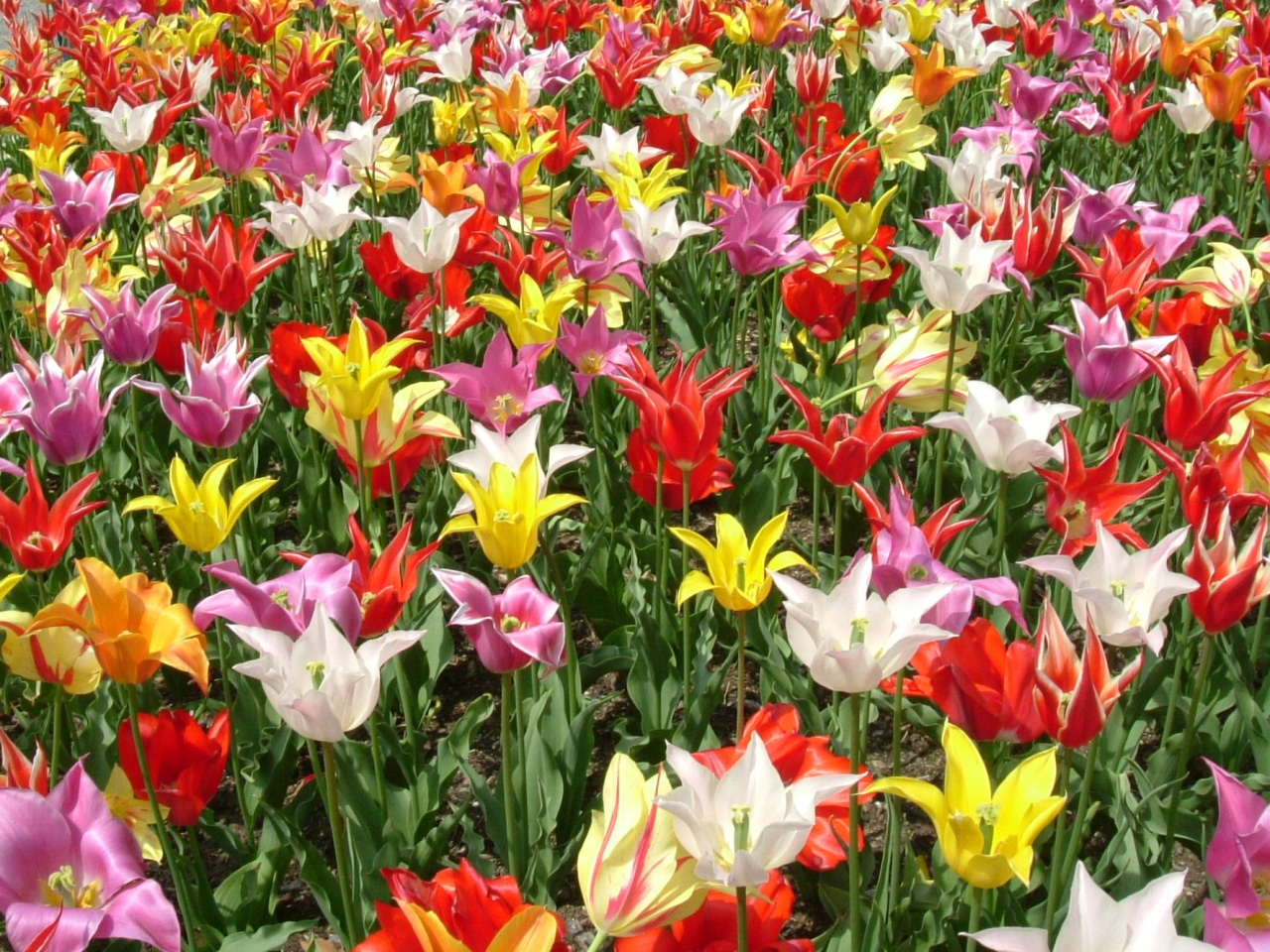

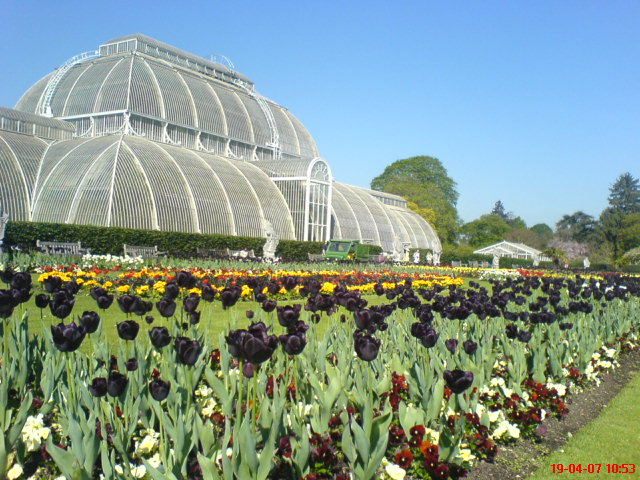

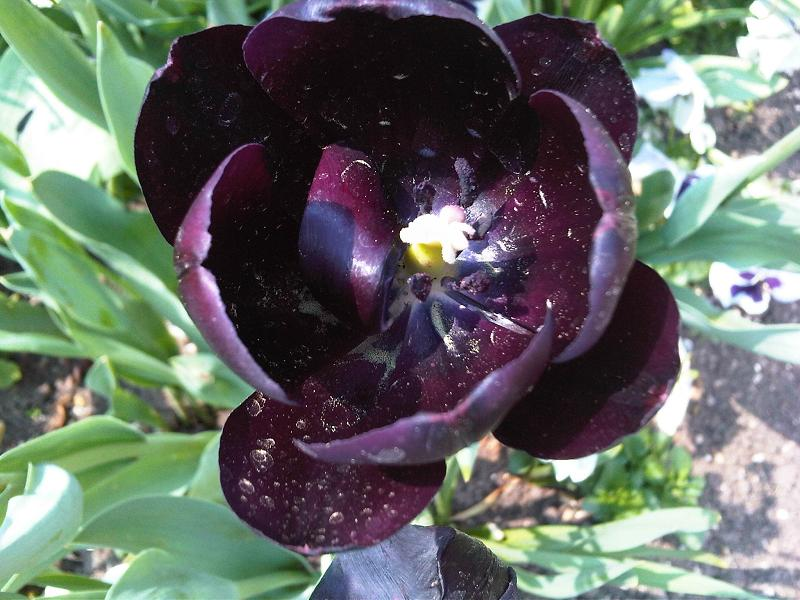

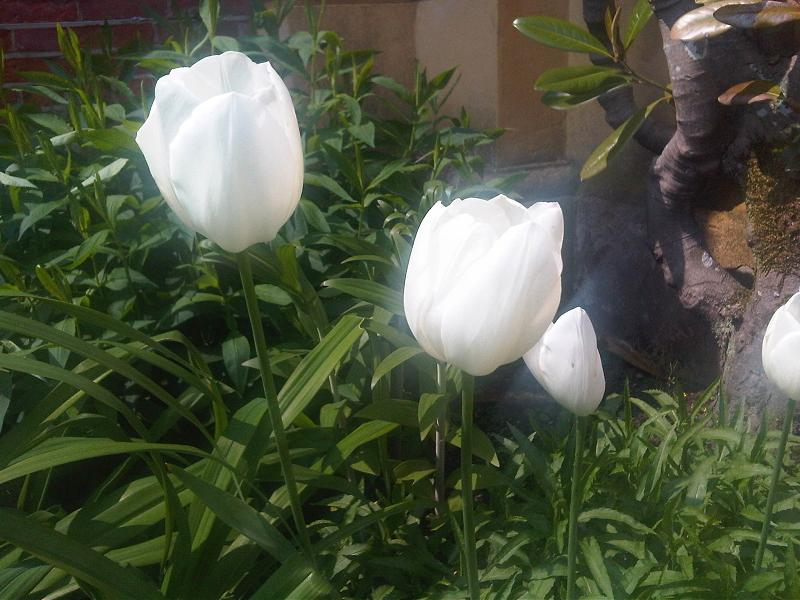

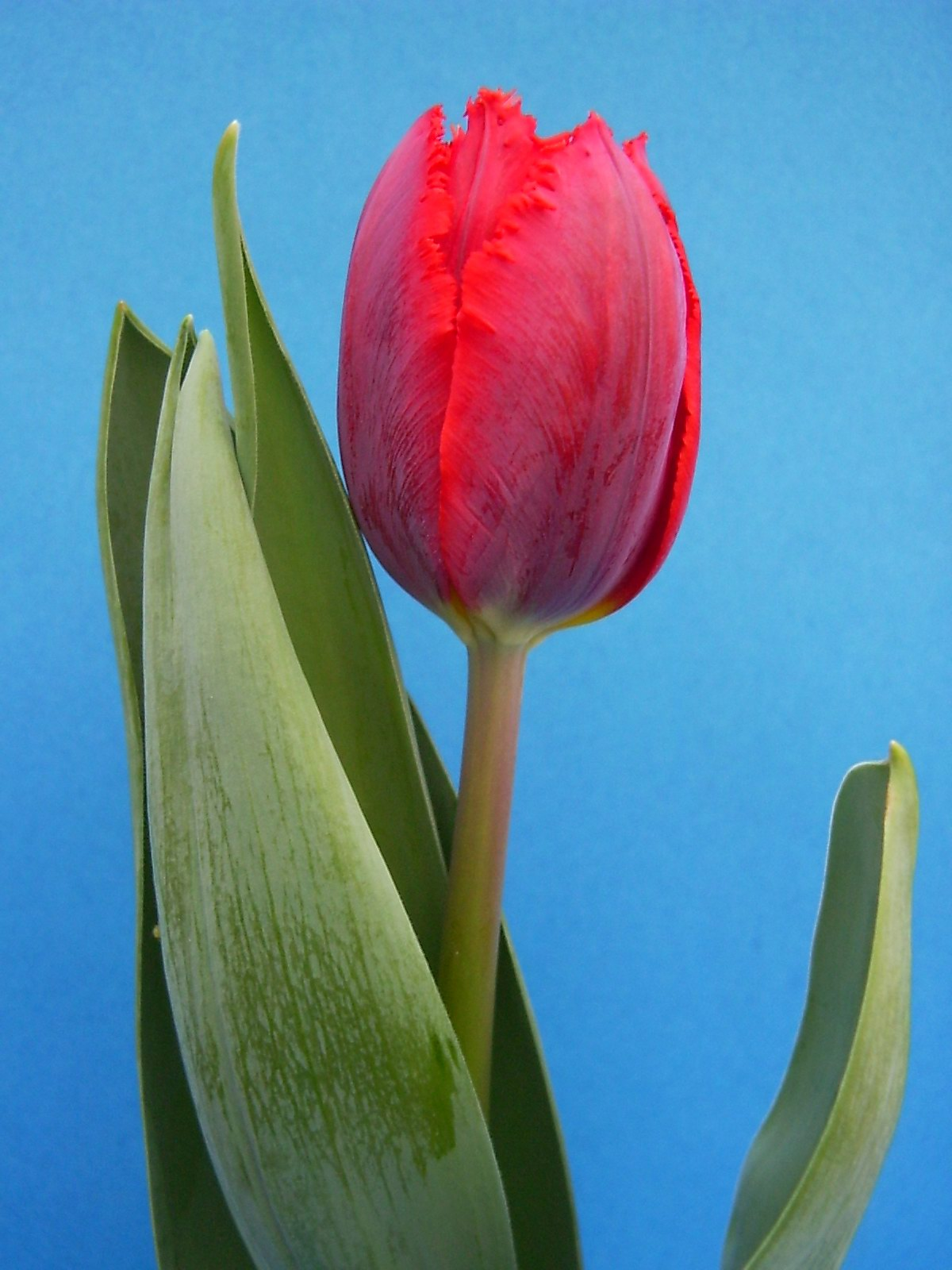

- pompás tulipán (Tulipa gesneriana) - típusfaj
- Tulipa goulimyi
- Tulipa greigii
- Tulipa grengiolensis
- Tulipa heterophylla
- Tulipa hoogiana
- Tulipa humilis
- magyar tulipán (Tulipa hungarica)
- Tulipa iliensis
- Tulipa ingens
- Tulipa julia
- Tulipa kaufmanniana
- Tulipa kolpakowskiana
- Tulipa kurdica
- Tulipa kuschkensis
- Tulipa lanata
- Tulipa lehmanniana
- Tulipa linifolia
- Tulipa marjolettii
- Tulipa mauritania
- Tulipa micheliana
- Tulipa montana
- Tulipa orphanidea
- Tulipa ostrowskiana
- Tulipa platystigma
- Tulipa polychroma
- Tulipa praecox
- Tulipa praestans
- Tulipa primulina
- Tulipa pulchella
- Tulipa retroflexa
- Tulipa saxatilis
- Tulipa sharonensis
- erdei tulipán (Tulipa silvestris)
- Tulipa sprengeri
- Tulipa stapfii
- illatos tulipán (Tulipa suaveolens)
- Tulipa subpraestans
- Tulipa sylvestris
- Tulipa systola
- Tulipa taihangshanica
- Tulipa tarda
- Tulipa tetraphylla
- Tulipa tubergeniana
- Tulipa urumoffii
- Tulipa violacea
- Tulipa whittalli

## Galéria

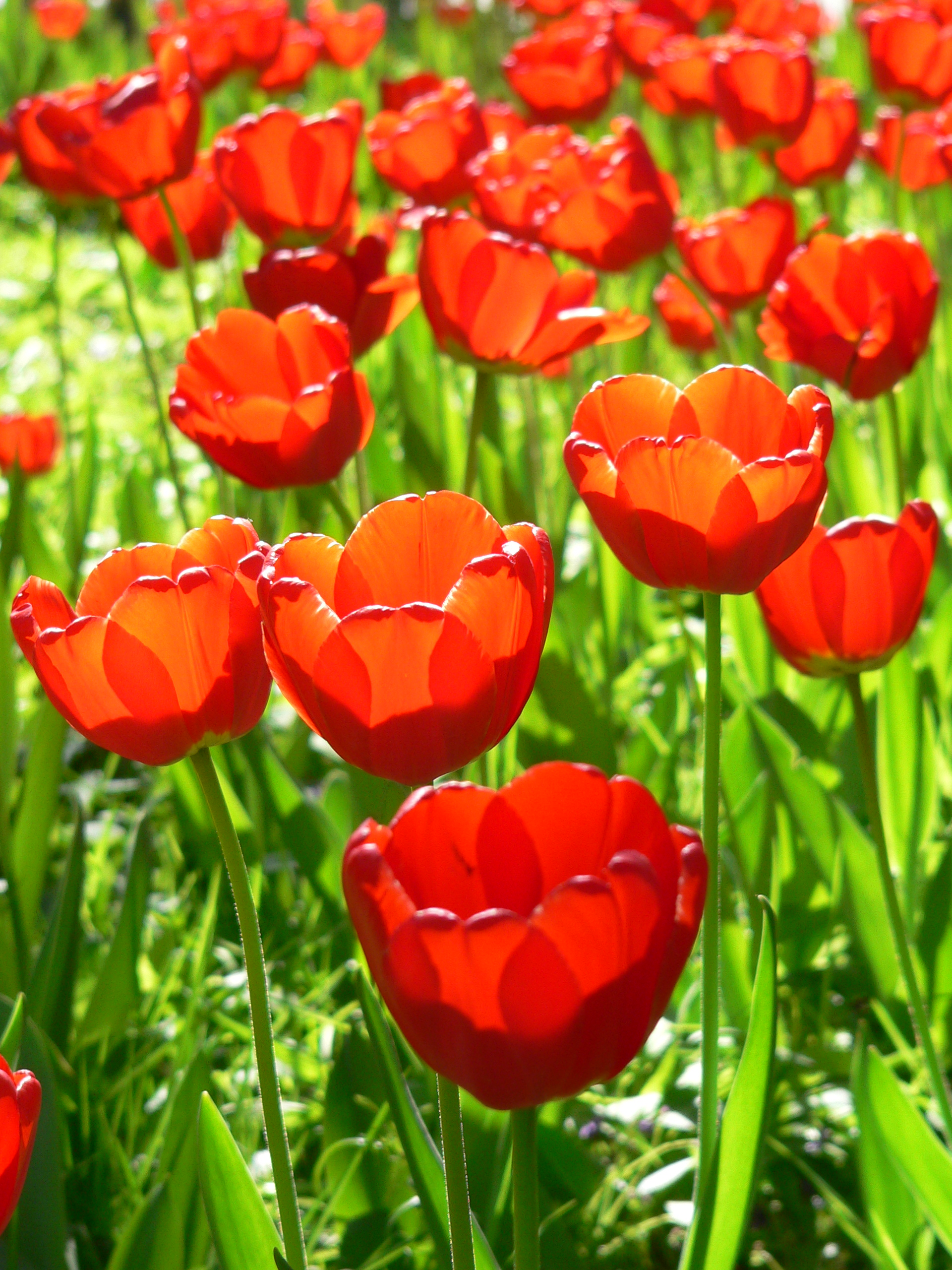
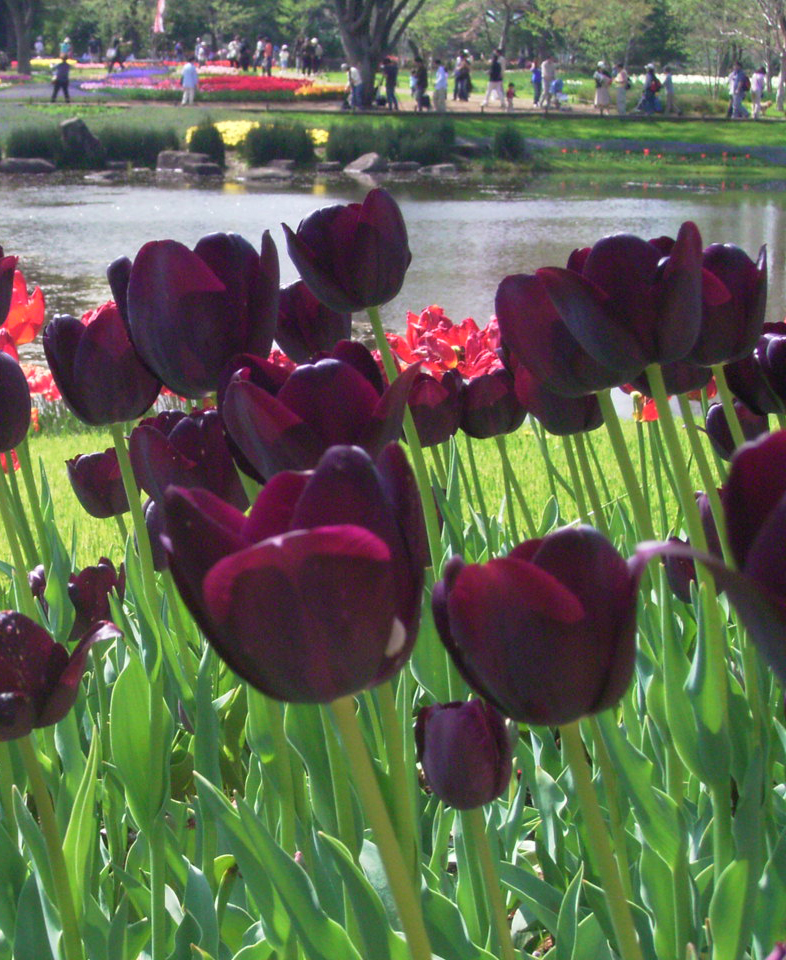
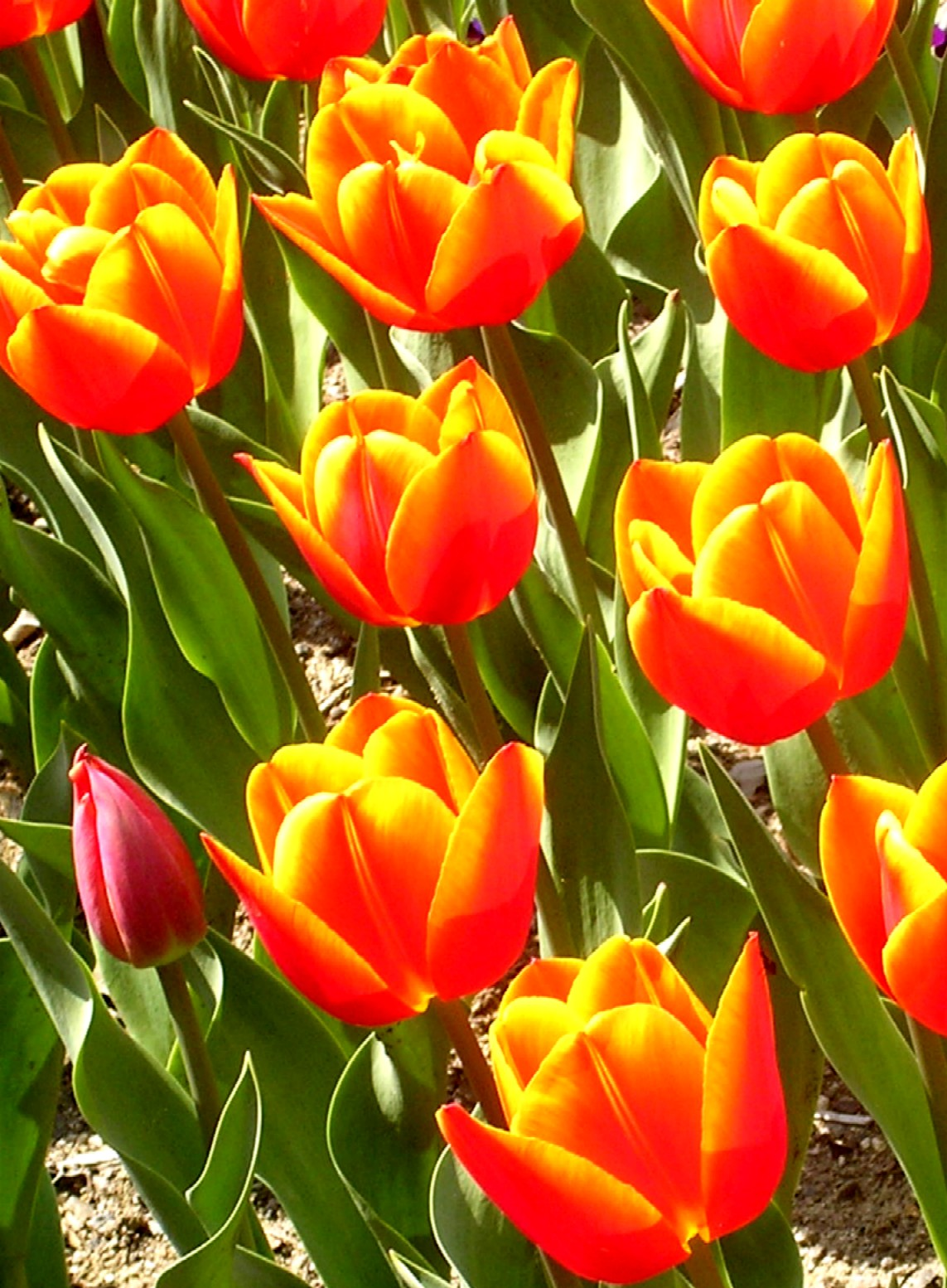
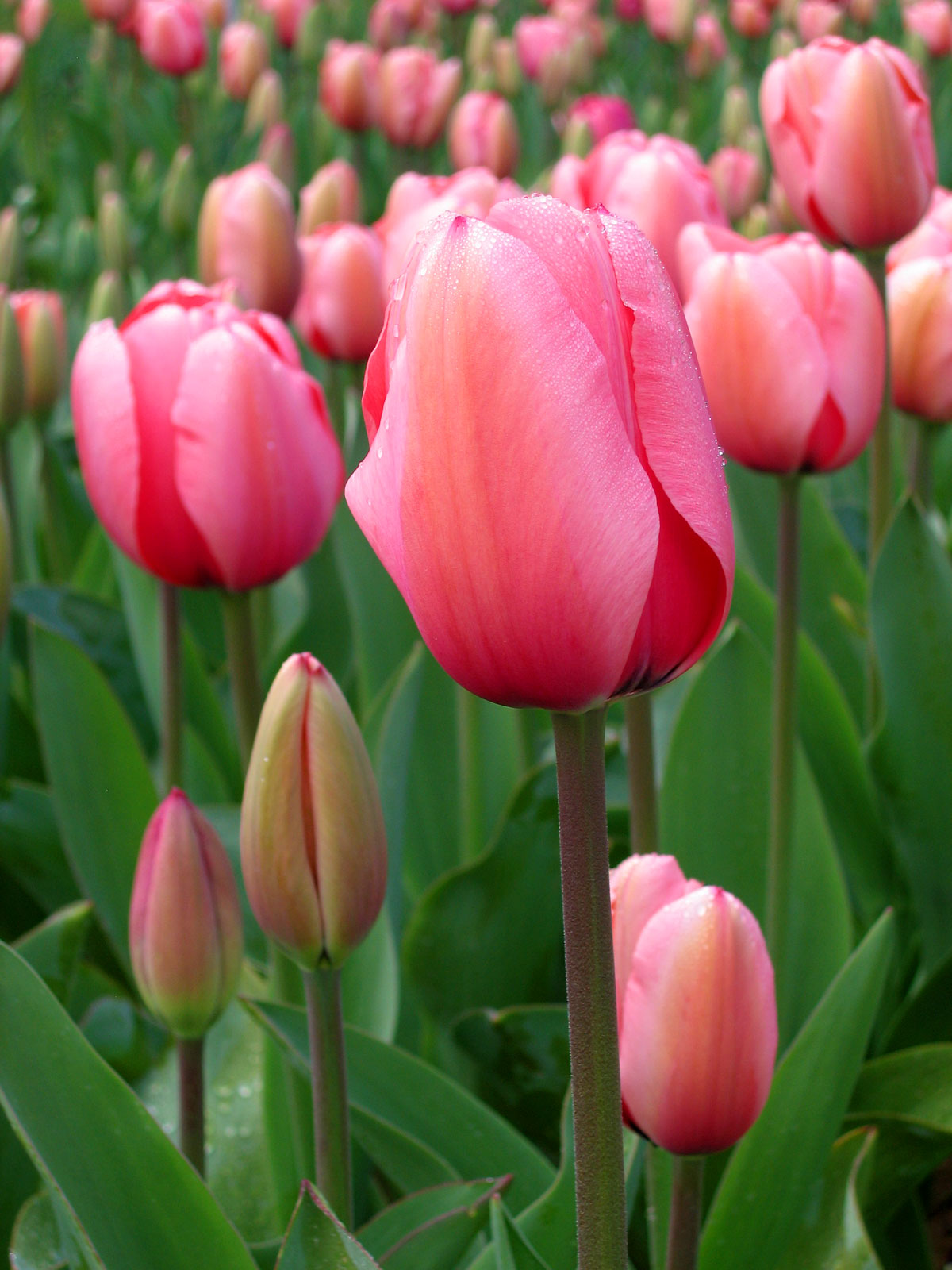
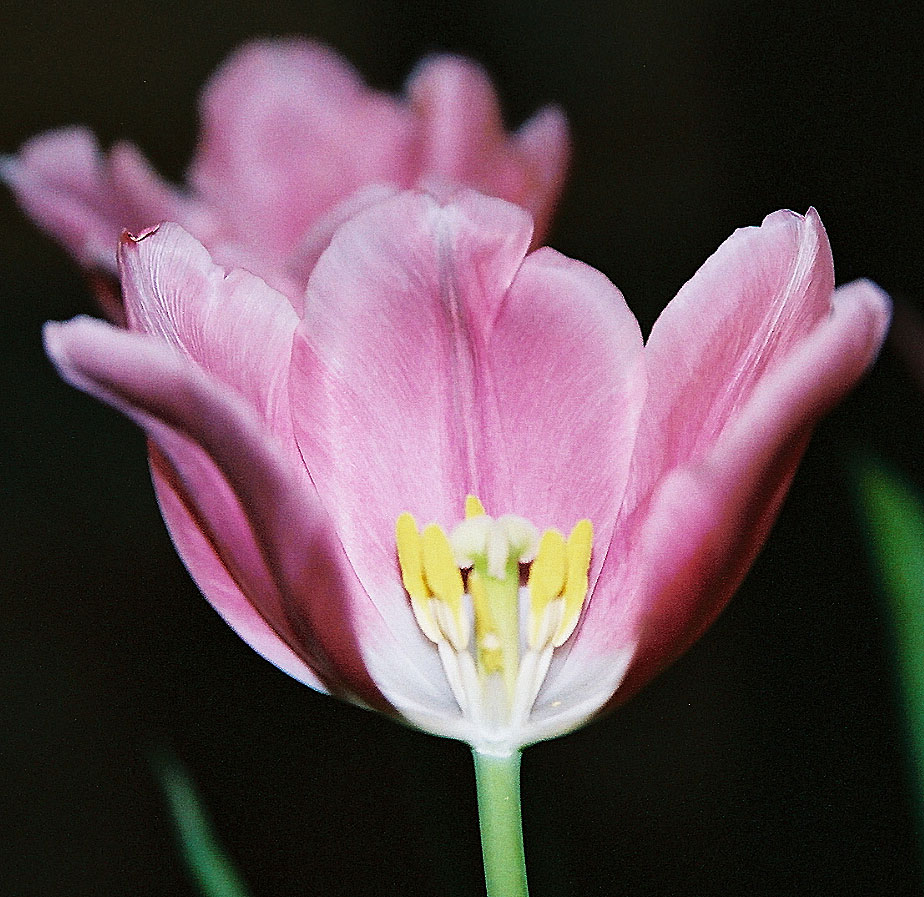
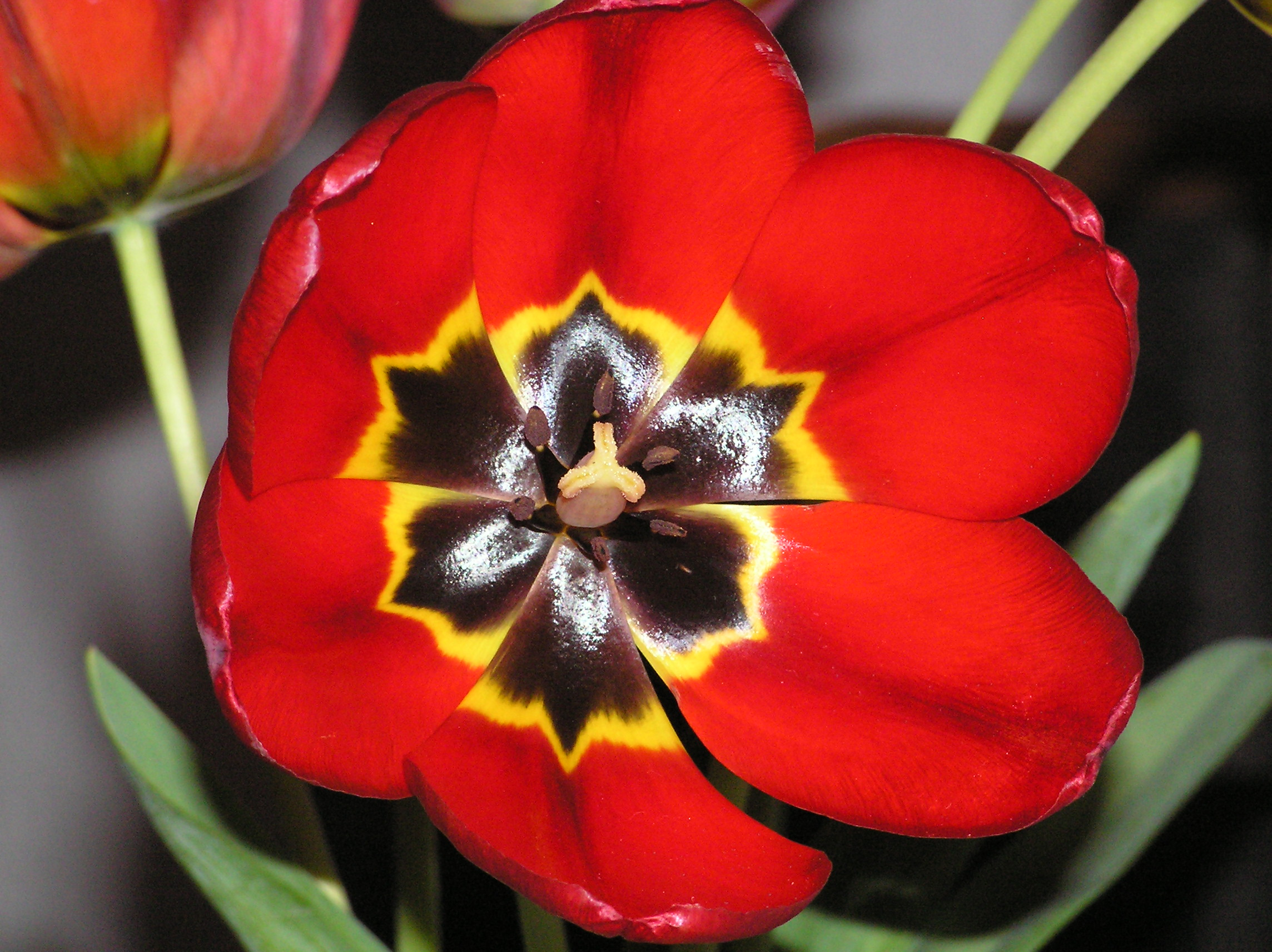
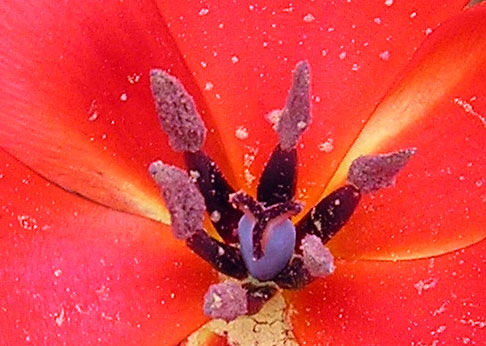
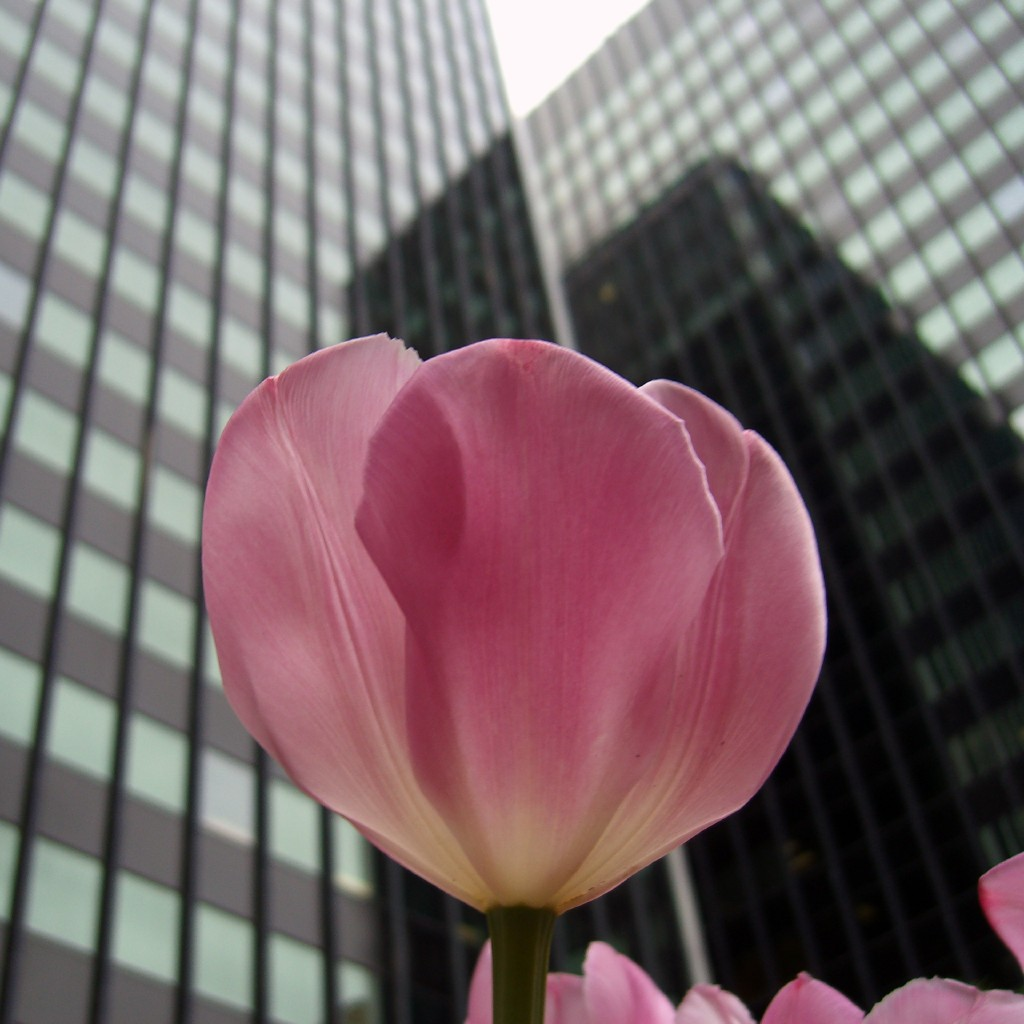
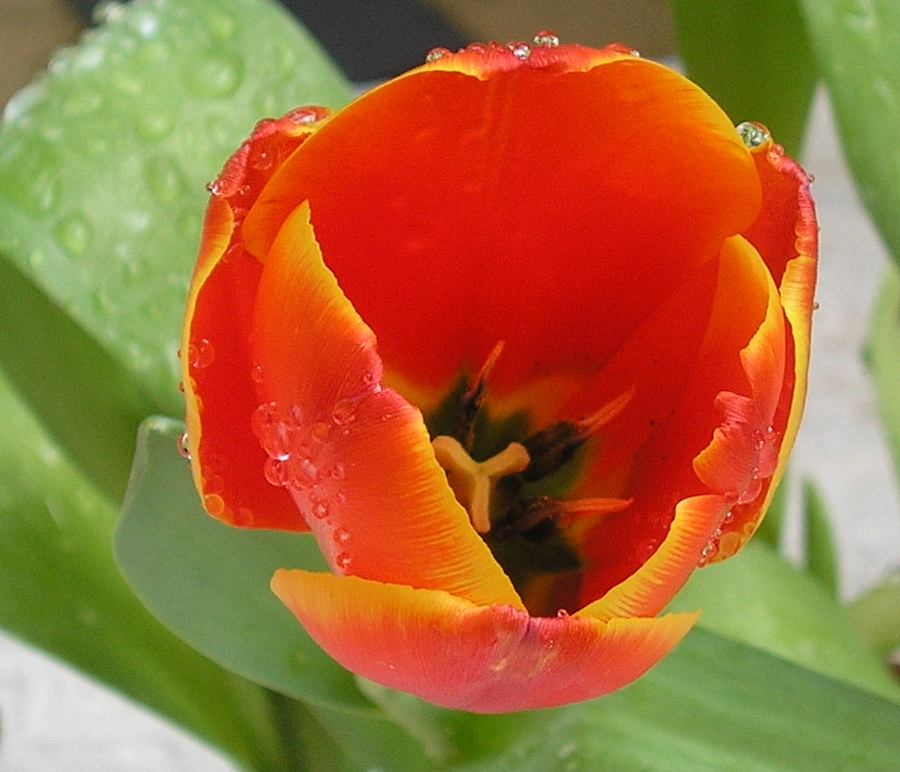
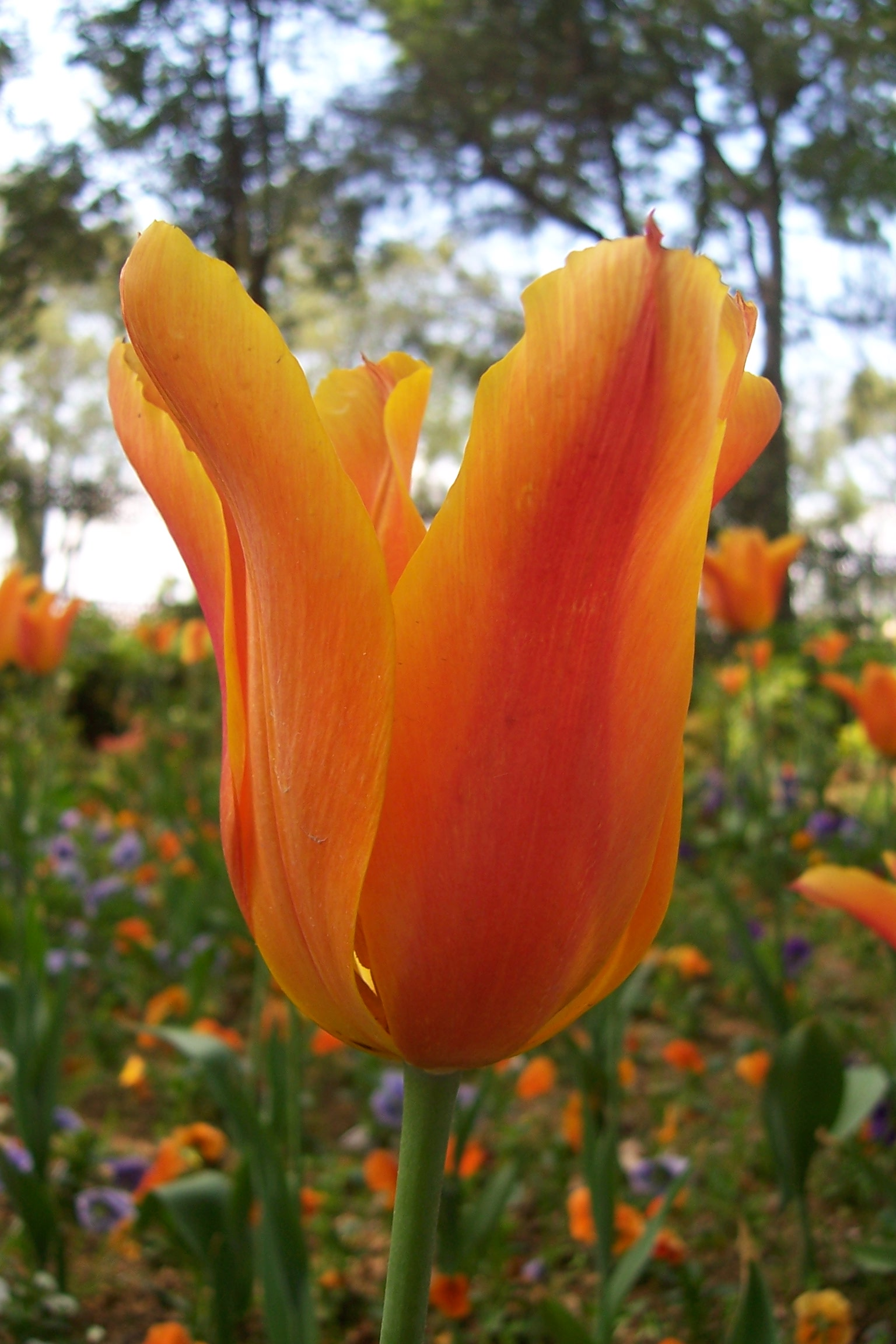
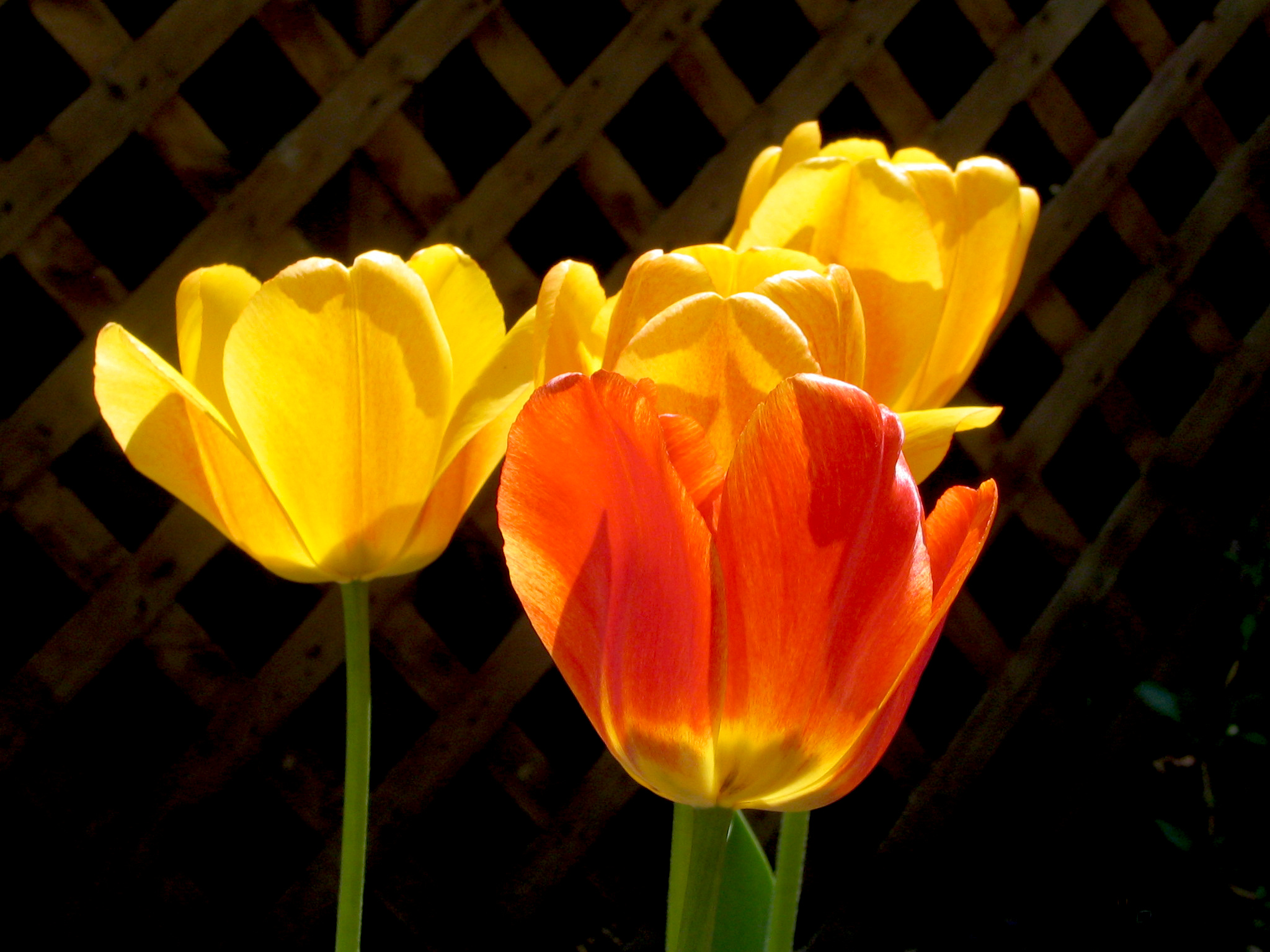
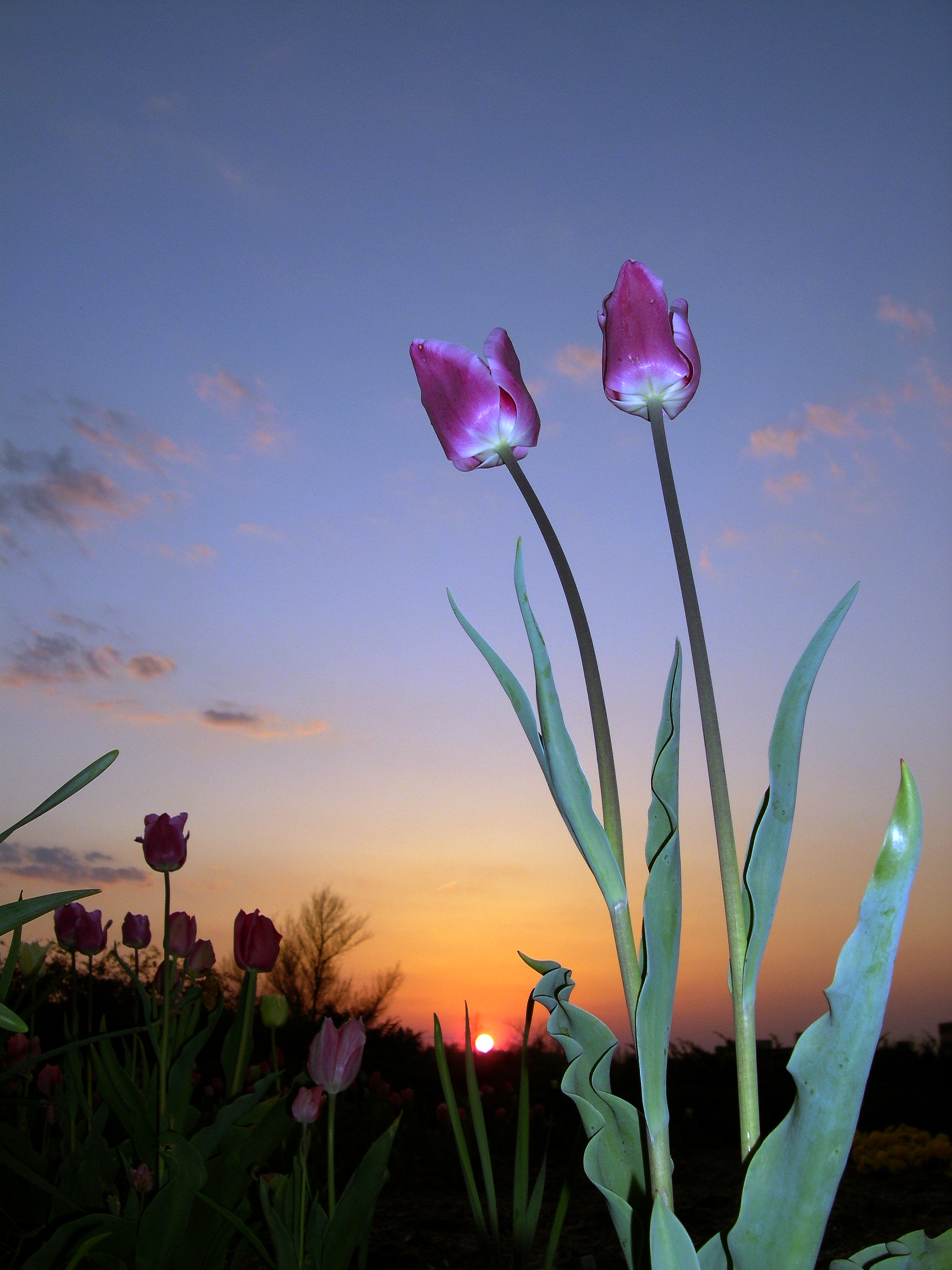